# Thu Cúc
Thu Cúc là một xã thuộc huyện Tân Sơn, tỉnh Phú Thọ, Việt Nam.
Xã có diện tích 100,3 km², dân số năm 1999 là 8.194 người, mật độ dân số đạt 82 người/km².
Dân cư chủ yếu thuộc 4 dân tộc: Kinh, Mường, Dao, Mông.